# Pettneu am Arlberg
Pettneu am Arlberg est une commune autrichienne du district de Landeck dans le Tyrol.